# Russisch-Türkische Kriege
Als Russisch-Türkische oder Russisch-Osmanische Kriege bezeichnet man Kriege zwischen dem Zarentum Russland, beziehungsweise ab 1721 dem Russischen Kaiserreich und dem Osmanischen Reich. Dabei vermischten sich religiöse Motive mit Großmachtstreben. Die Russisch-Türkischen Kriege standen oft in Wechselwirkung mit den Türkenkriegen anderer europäischer Großmächte.
Das christlich-orthodoxe Russland sah sich in der geistigen Nachfolge des Byzantinischen Reiches, das 1453 nach der Belagerung von Konstantinopel von den Osmanen endgültig erobert worden war. Traum religiöser Fanatiker und später auch von Nationalisten in Russland war eine „Rückeroberung“ Konstantinopels. Russland verstand sich ferner als Schutzmacht der orthodox-christlichen Bewohner des Osmanischen Reichs vor allem auf dem Balkan und auch in Palästina. Die Christen im Osmanischen Reich mussten fast die gesamte Steuerlast tragen, ihr Wort galt vor Gericht nicht, und von Zeit zu Zeit kam es zu Massakern und Plünderungen (zum Beispiel auf Chios 1822). Sie machten im frühen 19. Jahrhundert immerhin rund vierzig Prozent der Gesamtbevölkerung aus.
Außerdem strebte Russland Zugang zum Schwarzen Meer an. In einem längeren Prozess von 1774 bis 1783 kam die Halbinsel Krim an Russland; dies war nicht nur für Hafenanlagen bedeutsam, sondern auch ideologisch: Von der Krim ging der Legende nach die Christianisierung Russlands im frühen Mittelalter aus. Ein wichtiger Punkt für Russland blieb die Möglichkeit, durch den Bosporus in die Ägäis und damit ins Mittelmeer zu gelangen, sowohl für Handels- als auch für Kriegsschiffe.
Ein weiterer Faktor waren jedoch noch die anderen Großmächte Europas, neben Frankreich und Großbritannien auch das Kaiserreich Österreich. Sie alle hatten ebenso wie Russland Interesse daran, sich bei einer eventuellen Zerschlagung des Osmanischen Reiches Gebiete einzuverleiben. Daher haben unterschiedliche Seiten das Reich diplomatisch oder militärisch unterstützt, da sie befürchtet haben, dass von einem Ende eher eine andere Großmacht profitiert hätte. Aufgrund der Niederlagen, aber auch wegen fehlender Modernisierung wurde das Reich „kranker Mann am Bosporus“ genannt. Es verlor im 19. Jahrhundert Nordafrika an europäische (französische + britische) Kolonialmächte.  Auf dem Balkan gelang es mehreren Gebieten, wie Bulgarien, nach einer russischen militärischen Operation im Zuge des Panslawismus mit dem Frieden von San Stefano die Unabhängigkeit. 
Besondere Bedeutung erhielt derjenige Russisch-Osmanische Krieg, der in den Krimkrieg (1853–1856) mündete, die größte militärische Auseinandersetzung in Europa im Zeitraum zwischen Napoleon und dem Ersten Weltkrieg. Frankreich, Großbritannien, Österreich und später das Königreich Sardinien stellten sich auf die Seite der Osmanen, was das Verhältnis zwischen ihnen und Russland nachhaltig zerrüttete. Der Erste Weltkrieg wird nicht zu diesen Kriegen gezählt; damals schloss sich umgekehrt das Osmanische Reich den Gegnern Russlands an. Nach dem Ersten Weltkrieg kam es dann großteils zu einer Zerschlagung des Reichs und zur Entstehung der modernen Türkei.

## Übersicht der Kriege
| #   | Krieg                                                                     | Teil des                                          | beendet durch | Ergebnis |
| --- | ------------------------------------------------------------------------- | ------------------------------------------------- | --- | --- |
| 01  | Russisch-Türkischer Krieg (1568–1570), auch bekannt als Astrachan-Feldzug | —                                                 | Vertrag von Konstantinopel (1570)                                                                                        | Sieg Russlands, bei dem das 1556 eroberte Khanat Astrachan dauerhaft verbleibt und das nun entlang der gesamten Wolga Handel treiben darf. Es muss jedoch muslimischen Pilgern weiterhin Bewegungsfreiheit garantieren und eine zwischenzeitlich an der Terekmündung errichtete Festung schleifen. |
| 02  | Russisch-Türkischer Krieg (1676–1681)                                     | —                                                 | Vertrag von Bachtschyssaraj                                                                                              | Sieg der Osmanen und des mit ihm verbündeten Krim-Khanats. Ein 20-jähriger Waffenstillstand sichert den Osmanen ihre bisherigen Erwerbungen in der Ukraine: Podolien, das Gebiet um Brazlaw und das Gebiet südlich von Kiew. Der Dnepr wird Demarkationslinie, das Gebiet zwischen Bug und Dnepr bleibt als Pufferzone unbesiedelt. Die dort lebenden Saporoscher Kosaken werden auf das linke (östliche) Flussufer umgesiedelt und geraten unter Moskowiter Oberhoheit. |
| 03  | Russisch-Türkischer Krieg (1686–1700)                                     | Großer Türkenkrieg                                | Frieden von Karlowitz (1699), Vertrag von Konstantinopel (1700)                                                          | Niederlage der Osmanen. Ungarn einschließlich Siebenbürgen (aber ohne das Banat von Temesvar) sowie der Großteil Kroatiens (in etwa das heutige Slawonien) fallen an Österreich. Venedig behält die Halbinsel Morea. Polen gewinnt das seit 1672 osmanische Podolien mit Kamieniec Podolski und weiteren Teilen der Ukraine zurück. Im Vertrag von Konstantinopel erwirbt Russland mit der Hafenstadt Taganrog und der Festung Asow wichtige Zugänge zum Schwarzen Meer. |
| 04  | Russisch-Türkischer Krieg (1710–1711)                                     | Großer Nordischer Krieg                           | Frieden vom Pruth (1711), Frieden von Adrianopel (1713)                                                                  | Sieg der Osmanen. Russland schleift die Kosakenfestung Kodak, verliert Asow und verpflichtet sich zur Nichteinmischung gegenüber Polen und Kosaken. Der vor den Russen zu den Osmanen geflohene Schwedenkönig Karl XII. erhält eine sichere Heimreise. |
| 05  | Russisch-Türkischer Krieg (1735–1739)                                     | Russisch-Österreichischer Türkenkrieg (1736–1739) | Friede von Belgrad (1739),                                                                                               | Sieg der Osmanen, Teilerfolg Russlands. Österreich verliert, mit Ausnahme des Temesvarer Banats, alle Erwerbungen aus dem Frieden von Passarowitz (1718). Russland erhält die Stadt Saporischschja und Asow (dessen Festungswerke aber geschleift werden müssen). |
| 06  | Russisch-Türkischer Krieg (1768–1774)                                     | —                                                 | Frieden von Küçük Kaynarca                                                                                               | Sieg Russlands. Das Krim-Khanat wird formell unabhängig, gerät aber unter den Einfluss Russlands. Es wird 1783 annektiert und als Oblast Taurien ein Teil Neurusslands. Das Zarenreich erhält außerdem die osmanischen Gebiete nördlich des Kaukasus' und in der Südukraine, zudem eine Kriegsentschädigung von 4,5 Millionen Rubel sowie die Schutzhoheit über die christlich-orthodoxen Bewohner des Osmanischen Reichs. Österreich gewinnt als Friedensvermittler die Bukowina. Beide Mächte profitieren außerdem von der Ersten Polnischen Teilung (1772), die Preußen initiiert, um Österreich von einem Kriegseintritt gegen das seit 1764 mit ihm verbündete Russland abzuhalten. |
| 07  | Russisch-Türkischer Krieg (1787–1792)                                     | Russisch-Österreichischer Türkenkrieg (1787–1792) | Frieden von Swischtow (1791, mit Österreich), Frieden von Jassy (1792, mit Russland)                                     | Russischer Sieg, Teilerfolge Österreichs und des Osmanischen Reichs. Minimale Gebietsgewinne Österreichs, in der Folge aber dauerhafte Festschreibung der seit 1788 geltenden österreichisch-osmanischen Grenze (letzter österreichisch-türkischer Krieg). Russland gewinnt das Gebiet zwischen Südlichem Bug und Dnjestr. Die Osmanen akzeptieren die russische Annexion des Krim-Khanats und die Gründung der Flottenbasis Sewastopol. |
| 08  | Russisch-Türkischer Krieg (1806–1812)                                     | —                                                 | Friede von Bukarest (1812)                                                                                               | Sieg Russlands, das im Kaukasus das Königreich Imeretien erhält, auf dem Balkan den Budschak und die Osthälfte des Fürstentums Moldau erhält (beides später zu Bessarabien vereinigt). Das Zarenreich verzichtet jedoch auf Moldaus Westhälfte und das Fürstentum Walachei. Der Frieden sichert Russlands Südgrenze, kurz vor Napoleons Einfall in Russland. |
| 09  | Russisch-Türkischer Krieg (1828–1829)                                     | Griechischer Unabhängigkeitskrieg                 | Frieden von Adrianopel (1829) (mit Russland), Londoner Protokolle, Vertrag von Konstantinopel (1832)                     | Sieg Russlands, Unabhängigkeit Griechenlands. Russland erhält Großteil der Ostküste des Schwarzen Meeres und das Donaudelta, außerdem die Oberherrschaft über Georgien und das heutige Armenien. Autonomie Serbiens. Besetzung Moldawiens und der Walachei bis zur Zahlung einer hohen Kriegsreparation. Im nachfolgenden Vertrag von Hünkâr İskelesi (1833) wird Russland sogar Schutzmacht des Osmanischen Reichs und gerät so in Gegensatz zu Großbritannien und Frankreich. |
| 010 | Russisch-Türkischer Krieg (1853–1856)                                     | Krimkrieg                                         | Pariser Frieden (1856) und weitere Verträge                                                                              | Niederlage Russlands gegen eine Allianz aus Osmanen, Frankreich, dem britischen Weltreich sowie dem Königreich Sardinien. Verlust von Teilen des Budschak, die an das Fürstentum Moldau fallen. Das Donaudelta gelangt an das Osmanische Reich. Russland muss die Neutralität und Entmilitarisierung des Schwarzen Meeres gewähren (freie Handelsschifffahrt, keine russischen Militäranlagen entlang der Küsten). Die Bestimmungen werden auf der Pontuskonferenz (1871) größtenteils revidiert, die Durchfahrt durch die Meerengen (Bosporus und Dardanellen) reguliert aber weiterhin das Osmanische Reich. Bruch der Heiligen Allianz: Russland glaubt sich von Österreich (das ihm im Krieg nicht beistand) und Großbritannien verraten und wendet sich Frankreich und Preußen zu. Die Pariser Seerechtsdeklaration (1856) verändert das internationale Seerecht nachhaltig. |
| 011 | Russisch-Türkischer Krieg (1877–1878)                                     | —                                                 | Frieden von San Stefano (1878), Berliner Kongress (1878)                                                                 | Sieg Russlands, das die 1856 verlorenen Teile des Budschak zurückerhält. Die Osmanen müssen das Donaudelta an Rumänien abtreten, das außerdem die Dobrudscha erlangt. Rumänien, Serbien und Montenegro werden unabhängig. Das Fürstentum Bulgarien wird teilsouverän, unter osm. Suzeränität. Russland erlangt weitere Teile Armeniens (Ardahan, Kars), nachdem es bereits 1828 von Persien im Frieden von Turkmantschai die Khanate Eriwan und Nachitschewan gewonnen und zunächst als Armenische Oblast, dann als Gouvernement Eriwan organisiert hat. Der Berliner Kongress revidiert die weitreichenden Bestimmungen des Friedens von San Stefano (u. a. die russische Annexion Beyazıts) und erlaubt die Besetzung Bosniens und der Herzegowina durch Österreich-Ungarn, das die Gebiete bereits im Vorfeld des Krieges (Konferenz von Konstantinopel, Budapester Vertrag), für sein Stillhalten, von Russland zugesprochen bekam. Russland fühlt sich von Österreich und dem vermeintlich „ehrlichen Makler“ Deutschland düpiert, ebenso Serbien, dessen Vereinigung mit Montenegro verhindert wird durch den zwischen beiden Ländern verbleibenden Sandschak Novi Pazar (osmanisch-österreichisches De-facto-Kondominium). Die in Südosteuropa weiterhin ungelösten Nationalitätenkonflikte münden schließlich in zwei weitere Balkankriege und geraten zu Mitauslösern des Ersten Weltkrieges (Attentat von Sarajevo). |
| 012 | Kaukasusfront (Erster Weltkrieg)                                          | Erster Weltkrieg                                  | Waffenstillstand von Moudros (1918), Vertrag von Alexandropol (1920), Vertrag von Moskau (1921), Vertrag von Kars (1921) | Niederlage und Untergang des russischen Zarenreichs (Nikolaus II.). Der russische Truppenabzug nach der Oktoberrevolution mit dem Waffenstillstand von Erzincan (Dezember 1917) hinterlässt im Kaukasus ein Machtvakuum. Das Osmanische Reich gewinnt Anfang 1918, im Friedensvertrag von Brest-Litowsk, zunächst die seit 1878 russischen Gebiete Armeniens, Ardahan und Kars sowie das georgische Batumi. Der Waffenstillstand von Moudros (1918) und der (vom osmanischen Sultan zwar unterzeichnete, vom im März aufgelösten Parlament aber nie ratifizierte) Vertrag von Sèvres (1920) mit der Entente reduzieren das Osmanische Reich auf Anatolien und verfügen die Gründung jeweils eines unabhängigen (nur kurzlebigen) armenischen bzw. (nicht verwirklichten) kurdischen Staates in Ostanatolien. Die Osmanen müssen ihre russischen Eroberungen von 1918 – vorerst – wieder preisgeben. Der bereits 1919 ausgebrochene Türkische Befreiungskrieg zwingt die Entente und Griechenland zum Waffenstillstand von Mudanya (1922) und schließlich zum Vertrag von Lausanne (1923). Schon vorher haben die Jungtürken ihre Nordostgrenze erweitert und gesichert, nämlich im Türkisch-Armenischen Krieg sowie mittels der Verträge von Moskau (1921, mit Sowjetrussland) und Kars (1921, mit den Kaukasus-Sowjetrepubliken Armenische SSR, Aserbaidschanische SSR, Georgische SSR): die Türkei verzichtet endgültig auf Batumi, gewinnt aber dauerhaft die Kars-Ardahan-Region. Ende 1922 erfolgt die Absetzung des letzten Sultans (Mehmed VI.), 1923 die Ausrufung der Republik Türkei. |

Mesut Hakkı Caşın, ein wissenschaftlicher Berater des türkischen Präsident Erdogan, erwähnte Anfang 2020 sogar die Zahl von insgesamt 16 Kriegen, die Russen und Türken gegeneinander geführt hätten.